# Zygfryd z Canossy
Zygfryd I z Canossy, wł. Sigifredo di Canossa (ur. ok. 898 w Parmie, zm. 961) – longobardzki szlachcic z Lukki (de comitatu Lucensi), posiadał w okolicach lat 920–930 majątek ziemski w Emilii. Z nadania króla Hugo II otrzymał Hof Vilianum w Parmie.
Pozostawił po sobie synów Adalberta Atto (przyszłego markiza Canossy) oraz Zygfryda.